# Auditor Camerae
Als Auditor Camerae (lat.: Auditor – Zuhörer; Camera – Gewölbe) wird im Vatikan der vierte Beamte in der Apostolischen Kammer (Camera apostolica) genannt. Er ist ein angesehener Prälat mit richterlicher Gewalt über die zum päpstlichen Hof Gehörigen wie auch über die Fremden in Rom; darüber hinaus ist er zuständig für Appellationssachen innerhalb des Kirchenstaats.

## Geschichte
Der Auditor Camerae war einer der Prelati palatini neben dem Majordomus Seiner Heiligkeit, dem Maestro di Camera und der Magister sacri palatii. Papst Leo XIII. ließ den Posten Ende seines Pontifikates unbesetzt. Pius X. schaffte dann das Amt ab. Als nach der Erhebung von Ottavio Cagiano de Azevedo wurde Gaetano Bisleti, der damalige Maestro di Camera, zum Majordomus befördert. Im Gerarchia Cattolica von 1906 hieß es dann, dass die Aufgaben des Maestro vorübergehend vom Majordomus übernommen werden.